# Eike Christian Hirsch
Eike Christian Hirsch (ur. 6 kwietnia 1937 w Bilthoven, zm. 7 sierpnia 2022 w Hanowerze) – niemiecki dziennikarz, pisarz.

## Życiorys
Hirsch urodził się w 6 kwietnia 1937 roku w Bilthoven w Holandii, a dorastał w Getyndze. Studiował teologię i filozofię w Getyndze, Heidelbergu i Bazylei. Ukończył studia teologiczne z tytułem doktora z pracą nad Immanuelem Kantem. Do 1996 roku był redaktorem w audycji dźwiękowej w NDR, a później był niezależnym dziennikarzem. W latach 80. był gospodarzem talk show 3 po 9. Pisał książki na temat wiary i języka niemieckiego. Napisał także serię humorystycznych definicji słów „Deutsch für Besserwisser”, które zostały po raz pierwszy opublikowane w tygodniku Stern, a później zebrane w formie książkowej. W 2000 roku napisał swoje opus magnum Słynny Herr Leibniz o niemieckim erudycie Gottfriedzie Wilhelmie Leibniz. Mieszkał w Hanowerze. Zmarł 7 sierpnia 2022 roku tamże w wieku 85 lat.

## Nagrody
W 1986 roku Hirsch otrzymał Nagrodę Literacką Kassel za groteskowy humor za zabawną interpretację („Der Witzableiter oder die Schule des Lachens”, 1985).
W 1992 roku otrzymał Nagrodę Dziennikarską Dolnej Saksonii.
W 2006 roku otrzymał Nagrodę Literacką Kurta Morawietza ufundowaną przez Sparkasse Hannover.

## Prace
- Deutsch für Besserwisser. Hamburg: Hoffmann und Campe (1976).
- Mehr Deutsch für Besserwisser. Deutscher Taschenbuch (1988).
- Expedition in die Glaubenswelt 32 Proben auf das Christentum. München (1989).
- Den Leuten aufs Maul: ein- und ausfälle vom besserwisser. Hamburg: Hoffmann und Campe (1982).
- Der Witzableiter oder die Schule des Lachens. München (2001).
- Vorsicht auf der Himmelsleiter Auskünfte in Glaubensfragen. München (1993).
- Kopfsalat: Spott-Reportagen für Besserwisser. Hamburg: Hoffman und Campe (1988).
- Wort und Totschlag peinliche Pointen. Hamburg (1991).
- Im Haus des Seidenspinners: roman. Hamburg: Hoffmann und Campe (1993).
- Mein Wort in Gottes Ohr: ein Glaube, der Vernunft annimmt. Hamburg: Hoffmann und Campe (1995).
- Der berühmte Herr Leibniz: eine Biographie. München (2016).
- Gnadenlos gut: Ausflüge in das neue Deutsch. München: Beck (2004).
- Deutsch kommt gut Sprachvergnügen für Besserwisser. München (2008).